# Route nationale 189
Dieser Artikel wurde aufgrund von inhaltlichen Mängeln auf der Qualitätssicherungsseite des WikiProjekts Straßen eingetragen. Dies geschieht, um die Qualität der Artikel aus dem Themengebiet Straßen auf ein akzeptables Niveau zu bringen. Bitte hilf mit, die inhaltlichen Mängel dieses Artikels zu beseitigen, und beteilige dich bitte an der Diskussion!
Die N189 war eine französische Nationalstraße, die 1824 zwischen Paris und Sèvres über den Porte de Versailles festgelegt wurde. Ihre Länge betrug 6 Kilometer. 1978 übernahm die N187 den Teil zwischen Sèvres und der N189A. 1993 wurde die N189 abgestuft. 1991 wurde die Nummer schon neu vergeben für eine Umgehungsstraße um Beaumont und Ceyrat, wo die Stammstraße N89 weiter durch die Orte verlief. Diese wurde 2006 abgestuft.

## N189a
Die N189A war von 1933 bis 1973 ein Seitenast der N189, der von dieser zum Quai d’Issy am heutigen Boulevard périphérique verlief. 1978 wurde sie von der N187 umernommen, die auf diesem Abschnitt 1993 abgestuft wurde.